# ماهی چشم‌گاوی پیکانی
ماهی چشم‌گاوی پیکانی (نام علمی: Priacanthus sagittarius) نام یک گونه از تیره تیبرماهیان است.